# Nyåker
Nyåker är en småort i Nordmalings kommun. Orten ligger i Leduåns dal och här finns också Nyåkers kyrka.

## Historia
Nyåker betyder just "ny åker", alltså en nyodling. Namnet torde ha givits i relation till grannbyarna Orrböle och Brattsbacka, som alltså bör vara äldre.
Nyåker omnämns tidigast i 1535 års hjälpskattelängd, då med bönderna Peder och Oloff i "Nijacker".
Under flera hundra år var Nyåker en mycket liten by. När stambanan genom övre Norrland byggdes under 1800-talets sista decennier placerades en station strax norr om byn. Där växte ett stationssamhälle fram. Nyåker blev nu en centralort i bygden och utgångspunkt för transporter från och till inlandssocknarna Bjurholm, Fredrika och Åsele, liksom kustsocknen Nordmaling.
Fram till i slutet av 1800-talet höll Nordmalings och Bjurholms tingslag ting vid Nordmalings kyrka. På 1880-talet var Nordmalings tingshus i behov av reparation och kunde till slut inte användas till domstolsförhandlingar. Ett nytt tingshus uppfördes därför i Nyåker 1897–98. Det placerades ett stenkast från järnvägsstationen och strax väster om länsvägen som sträcker sig mellan Nordmaling och Lycksele. Den nyanlagda järnvägen var den viktigaste anledningen till att man valde att byta tingsplats till just Nyåker.

### Befolkningsutveckling
| Befolkningsutvecklingen i Nyåker 1960–2023    | Befolkningsutvecklingen i Nyåker 1960–2023 | Befolkningsutvecklingen i Nyåker 1960–2023 | Befolkningsutvecklingen i Nyåker 1960–2023 | Befolkningsutvecklingen i Nyåker 1960–2023 |
| --------------------------------------------- | ------------------------------------------ | ------------------------------------------ | ------------------------------------------ | ------------------------------------------ |
|                                               |                                            |                                            |                                            |                                            |
| År                                            |                                            |                                            | Folkmängd                                  | Areal (ha)                                 |
| 1960                                          | 1960                                       |                                            | 267                                        |                                            |
| 1965                                          | 1965                                       |                                            | 240                                        |                                            |
| 1970                                          | 1970                                       |                                            | 206                                        |                                            |
| 1990                                          | 1990                                       |                                            | 168                                        | 23#                                        |
| 1995                                          | 1995                                       |                                            | 151                                        | 40#                                        |
| 2000                                          | 2000                                       |                                            | 125                                        | 41#                                        |
| 2005                                          | 2005                                       |                                            | 117                                        | 41#                                        |
| 2010                                          | 2010                                       |                                            | 123                                        | 41#                                        |
| 2015                                          | 2015                                       |                                            | 110                                        | 50#                                        |
| 2020                                          | 2020                                       |                                            | 114                                        | 49#                                        |
| 2023                                          | 2023                                       |                                            | 96                                         | 50                                         |
| Anm.: Upphörde som tätort 1975. # Som småort. |                                            |                                            |                                            |                                            |

## Tingshuset

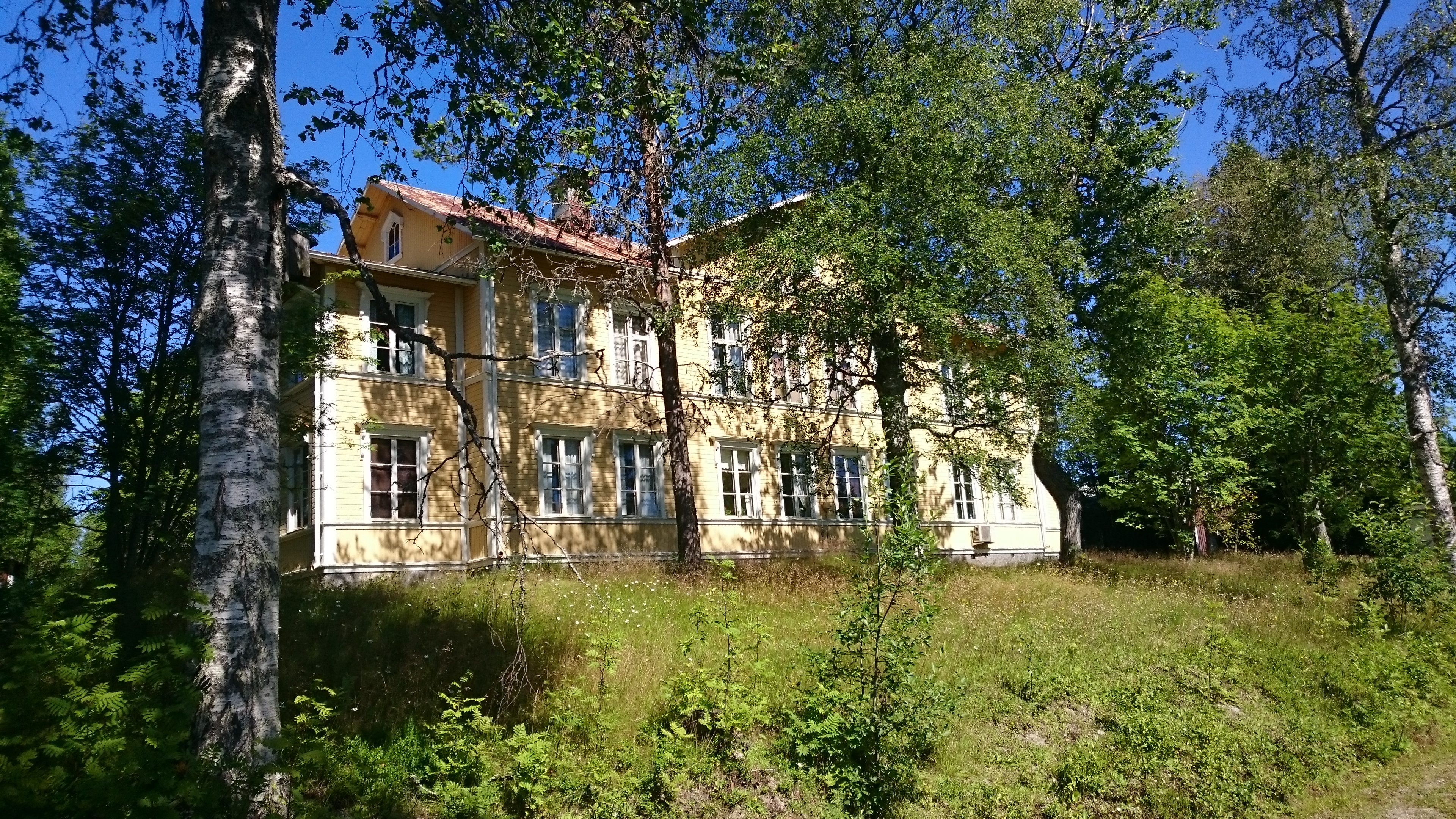
Tingshuset i Nyåker

Den stora gula träbyggnaden, i en lummig park av gamla lönnar, står fortfarande kvar. Tingshuset köptes av en missionsförsamling 1960 och fungerade en period som missionskyrka. Tingshusvaktmästarens bostad på nedervåningen är numera museum. Arrestcellerna är inredda med ursprungliga möbler. I tingssalen på övre våningen står domarbordet och den vackra domarstolen, snidad i slutet av 1800-talet. Även en gammal kista och handfängsel hör till inventarierna.

## Nyåkers pepparkakor
I Nyåker ligger företaget Nyåkers pepparkakor. Tillverkningen startade 1952. Den nuvarande fabriken byggdes 1960 men har byggts ut i omgångar. År 2012 började produktion även vid en anläggning i Bjurholm. 

## Kända personer från Nyåker
- Sune Jonsson, fotograf